# Turbanella bocqueti
Turbanella bocqueti är en djurart som tillhör fylumet bukhårsdjur, och som beskrevs av Kaplan 1958. Turbanella bocqueti ingår i släktet Turbanella och familjen Turbanellidae. Inga underarter finns listade i Catalogue of Life.